# Liste von IT-Zertifikaten
IT-Zertifizierungen sind Nachweise einer Qualifikation in der Branche der Informationstechnik. Sie werden von verschiedenen Organisationen angeboten. Diese Organisationen bescheinigen dem Zertifikatsinhaber Kenntnisse auf einem Gebiet. Die meisten Zertifikate enthalten keine Note, sondern nur ein „hat bestanden“. Von Bedeutung sind insbesondere produktbezogene Herstellerzertifikate sowie herstellerneutrale Zertifikate in den Bereichen IT-Projektmanagement, IT-Service-Management, IT-Sicherheit und agile Methoden.
Der Trend geht immer mehr in die Richtung, dass nach einer Schulung noch eine Prüfung verlangt wird. Viele Unternehmen erwarten Zertifizierungen von ihren Mitarbeitern.
Das von der Mozilla Foundation betriebene Projekt der Open Badges eröffnet Zertifikatsgebern die Möglichkeit der Herausgabe von digitalen Zertifikaten. Zertifikatsinhaber können solche Zertifikate über das Internet präsentieren.

## Adobe (Auszug)
- ACA – Adobe Certified Associate
- ACE – Adobe Certified Expert

## Agile Business Consortium (ABC)
- seit 2010: Agile Project Management (AgilePM)
- seit 2014: Agile Programme Management (AgilePgM)
- seit 2015: Agile Business Analysis (AgileBA)
- seit 2019: Agile Digital Services (AgileDS)
- seit 2019: Agile Business Consortium Scrum Master
- seit 2021: Scrum Product Owner
- seit 2021: businessagility.works
- seit 2023: Agile Project Management (AgilePM) for Scrum

## Amazon Web Services (AWS)
Grundlagen
- AWS Certified Cloud Practitioner

Associate
- AWS Certified Solutions Architect
- AWS Certified SysOps Administrator
- AWS Certified Developer

Professional
- AWS Certified Solutions Architect
- AWS Certified DevOps Engineer

Speciality
- AWS Certified Machine Learning
- AWS Certified Security
- AWS Certified Advanced Networking
- AWS Certified Data Analytics
- AWS Certified Alexa Skill Builder
- AWS Certified Database

## APMG (Auszug)
- Agile Project Management Certification (AgilePM)
- Better Business Cases Certification
- Change Analyst Certification
- Change Management Certification
- CMDB Certification – Configuration Management DataBase
- Earned Value Management Certification
- Facilitation Certification
- Finance for Non-Financial Managers Certification
- ISO/IEC 20000 Certification
- ISO/IEC 27001 Certification
- Lean IT Certification
- Lean Six Sigma Certification
- Managing Benefits Certification
- OBASHI Certification
- Programme and Project Sponsorship Certification
- Problem Analyst Certification
- Service Catalogue Certification
- Service Level Analyst Certification
- Sourcing Governance Foundation Certification[2]

## Apple
- Apple Certified Support Professional (ACSP)[3]

Ehemalige Zertifikate:
- ACDT – Apple Certified Desktime Technician
- ACHDS – Apple Certified Help Desk Specialist (†)
- ACMT – Apple Certified Macintosh Technician (beinhaltet ACDT und ACPT)
- ACiT – Apple Certified iOS Technician
- ACP – Apple Certified Pro
- ACPT – Apple Certified Portable Technician
- ACSA – Apple Certified System Administrator
- ACSE – Apple Certified Service Engineer
- ACT – Apple Certified Trainer (beinhaltet ACP für die jeweilige Applikation)
- ACTC – Apple Certified Technical Coordinator
- APP – Apple Product Professional

## ASQF e. V.
- Certified Professional for Project Management (CPPM)[4]
- Certified Professional for IoT (CPIoT)[5]
- Quality Assurance Management Professional (QAMP)[6]
- Secure Software Engineering (SSE)[7]

## Atlassian
- Jira Administrator[8]
- Jira Project Administrator
- Agile Team Leader
- Jira Service Project Manager
- Confluence Space Administrator
- Jira Cloud User Badges

## AXELOS

### ITIL
ITIL 4 (ab 2019)
- ITIL 4 Foundation
- ITIL 4 Managing Professional
  - ITIL 4 Specialist Create, Deliver and Support
  - ITIL 4 Specialist Drive Stakeholder Value
  - ITIL 4 Specialist High-velocity IT
  - ITIL 4 Strategist Direct, Plan and Improve
- ITIL 4 Strategic Leader
  - ITIL 4 Strategist Direct, Plan and Improve
  - ITIL 4 Leader Digital and IT Strategy
- ITIL Master

ITIL v3 / ITIL Edition 2011
- ITIL v3 Foundation
- ITIL v3 Practitioner
- ITIL Intermediate
  - ITIL Service Strategy
  - ITIL Service Design
  - ITIL Service Transition
  - ITIL Service Operation
  - ITIL Continual Service Improvement
- ITIL Managing Across the Lifecycle
- ITIL Expert
- ITIL Master

### PRINCE2
- PRINCE2 Foundation
- PRINCE2 Practitioner
- PRINCE2 Agile Foundation
- PRINCE2 Agile Practitioner

### Weitere Zertifikate
- seit 1999: MSP (Managing Successful Programmes)
- seit 2002: M_o_R (Management of Risk)
- seit 2005: P3M3
- seit 2008: P3O (Portfolio, Programme and Project Offices)
- seit 2010: MoV (Management of Value)
- seit 2011: MoP (Management of Portfolios)
- seit 2015: RESILIA
- seit 2018: AgileSHIFT

Ehemalige Zertifikate:
- ITIL v2 Foundation
- ITIL v2 Practitioner Configuration Management
- ITIL v2 Practitioner Incident Management
- ITIL v2 Practitioner Problem Management
- ITIL v2 Practitioner Release Management
- ITIL v2 Practitioner Change Management
- ITIL v2 Practitioner Service Level Management
- ITIL v2 Practitioner Financial Management
- ITIL v2 Practitioner Capacity Management
- ITIL v2 Practitioner Availability Management
- ITIL v2 Service Manager

## Berkeley Software Distribution (BSD)
Die Non-Profit-Organisation BSD Certification Group prüft DragonFly BSD, FreeBSD, NetBSD und OpenBSD UNIX-Derivate.
- BSDA – Certified BSD Associate
- BSDP – Certified BSD Professional

## BMC Software
Certified Associate
- DBA
- DSM
- Orchestration
- Operations

Certified Professional
- DBA
- DSM
- Orchestration
- Operations

Certified Expert
- DBA
- DSM
- Orchestration

Ehemalige Zertifikate:
- BMC Certified Administrator: BMC Atrium CMDB 2.x
- BMC Certified Administrator: BMC Control-M for Distributed Systems
- BMC Certified Administrator: BMC Performance Manager 7.5
- BMC Certified Administrator: BMC Remedy AR System 7.5
- BMC Certified Developer: BMC Remedy AR System 7.5

## Broadcom Inc.
- SCS – Symantec Certified Specialist[10]

## Bundesamt für Sicherheit in der Informationstechnik (BSI)
- BCM-Praktiker[11]
- IT-Grundschutz-Praktiker[12]
- IT-Grundschutz-Berater[13]

## Bundesverband IT-Sicherheit e. V. (TeleTrusT)
- T.I.S.P. – TeleTrusT Information Security Professional[14]
- T.P.S.S.E. - TeleTrusT Professional for Secure Software Engineering[15]

## Cisco
Entry
- CCT – Technician

Associate
- DevNet Associate
- CCNA – Network Associate
- CyberOps Associate

Professional
- DevNet Professional
- CCNP Enterprise – Network Professional
- CyberOps Professional
- CCNP Collaboration – Network Professional
- CCNP Data Center – Network Professional
- CCNP Security – Network Professional
- CCNP Service Provider – Network Professional

Expert
- CCDE – Design Expert
- CCIE Enterprise – Internetwork Expert
- CCIE Collaboration – Internetwork Expert
- CCIE Data Center – Internetwork Expert
- CCIE Security – Internetwork Expert
- CCIE Service Provider – Internetwork Expert

Architect
- CCAr – Architect

Ehemalige Zertifikate:
- CCT Data Center – Cisco Certified Technician Data Center
- CCT Routing & Switching – Cisco Certified Technician Routing & Switching
- CCT TelePresence – Cisco Certified Technician Telepresence
- CCENT – Cisco Certified Entry Network Technician
- CCNA Routing and Switching – Cisco Certified Network Associate Routing and Switching
- CCNA Collaboration – Cisco Certified Network Associate Collaboration (Voice + Video)
- CCNA Security – Cisco Certified Network Associate Security
- CCNA Wireless – Cisco Certified Network Associate Wireless
- CCNA SP Ops – Cisco Certified Network Associate Service Provider Operations
- CCNA SP – Cisco Certified Network Associate Service Provider
- CCNA Data Center – Cisco Certified Network Associate Data Center
- CCDA – Cisco Certified Design Associate
- CCNP Routing and Switching – Cisco Certified Network Professional Routing & Switching
- CCNP Wireless – Cisco Certified Network Professional Wireless
- CCDP – Cisco Certified Design Professional
- CCIE Routing and Switching – Cisco Certified Internetwork Expert Routing and Switching
- CCIE Wireless – Cisco Certified Internetwork Expert Wireless
- CCSI – Cisco Certified Systems Instructor

## Check Point
- CCSA – Check Point Certified Security Administrator R80.x
- CCSE – Check Point Certified Security Expert R80.x
- CCSM – Check Point Certified Security Master R80.x[16]
- CCSM Elite - Check Point Certified Security Master Elite[16]

Ehemalige Zertifikate:
- CCSE Plus – Check Point Certified Security Expert Plus
- CCSI – Check Point Certified Security Instructor (abgelöst durch CompTIA CTT+)
- CCMSE Plus VSX – Check Point Certified Managed Security Expert Plus VSX

## Citrix Systems
Workspace
- CCA-V – Citrix Certified Associate – Virtualization[17]
- CCP-V – Citrix Certified Professional – Virtualization
- CCE-V – Citrix Certified Expert – Virtualization
- CC-VAD-CC – Citrix Virtual Apps and Desktops Service on Citrix Cloud Certified
- CC-VAD-MA – Citrix Virtual Apps and Desktops Service Integration with Microsoft Azure Certified
- CC-SHAREFILE – Citrix ShareFile Certified
- CC-CEM – Citrix Endpoint Management Certified
- CC-XENSERVER – Citrix XenServer Certified
- CC-WMS Citrix – Certified Citrix Workspace Microapps Service
- CC-CONTENT-COLLABORATION – Citrix Certified Content Collaboration

Networking
- CCA-N – Citrix Certified Associate – Networking
- CCP-N – Citrix Certified Professional – Networking
- CCE-N – Citrix Certified Expert – Networking
- CC-SDWAN – Citrix SD-WAN Certified

Ehemalige Zertifikate:
- CCSP – Citrix Certified Sales Professional
- CCA – Citrix Certified Administrator
- CCAA – Citrix Certified Advanced Administrator
- CCEE – Citrix Certified Enterprise Engineer
- CCIA – Citrix Certified Integration Architect
- CCI – Citrix Certified Instructor

## Cloudera
Cloudera Certified Professional
- CCP Data Engineer

Cloudera Certified Associate
- CCA Spark and Hadoop Developer
- CCA Data Analyst
- CCA Administrator
- CCA HDP Administrator Exam

Ehemalige Zertifikate:
- Cloudera Certified Professional: Data Scientist (CCP:DS)
- Cloudera Certified Developer for Apache Hadoop (CCDH)
- Cloudera Certified Administrator for Apache Hadoop (CCAH)
- Cloudera Certified Specialist in Apache HBase (CCSHB)

## CompTIA
- seit 1993: CompTIA A+
- seit 1999: CompTIA Network+
- seit 2000: CompTIA ITF+
- seit 2001: CompTIA Server+
- seit 2001: CompTIA CTT+
- seit 2001: CompTIA Project+
- seit 2001: CompTIA Linux+
- seit 2002: CompTIA Security+
- seit 2011: CompTIA CASP+
- seit 2011: CompTIA Cloud Essentials+
- seit 2013: CompTIA Cloud+
- seit 2017: CompTIA CySA+
- seit 2018: CompTIA PenTest+
- seit 2022: CompTIA Data+

Ehemalige Zertifikate:
- CompTIA CDIA+ – CompTIA Certified Document Imaging Architech
- CompTIA CTT+ – CompTIA Certified Technical Trainer
- CompTIA e-Biz+ – CompTIA e-Biz+ Certified Professional
- CompTIA RFID+ – CompTIA RFID+ Certified Professional
- CompTIA Convergence+ – CompTIA Convergence+ Certified Professional

## Dell (Auszug)
- DCSE – Dell Certified Systems Expert
- DCSNP – Dell Certified Storage Networking Professional
- EMC Legato Certified NetWorker 7.x Administrator
- EMC Legato Certified Availability Administrator
- EMC Legato Certified EmailXtender and EmailXaminer Administrator
- EMC Proven Professional Plattform Engineer – Associate
- EMC Proven Professional Implementation Engineer – Associate
- EMC Proven Professional Implementation Engineer – Specialist
- EMC Proven Professional Storage Administrator – Associate
- EMC Proven Professional Technology Architect – Associate
- EMC Proven Professional Storage Technologist – Associate
- EMC Legato Certified NetWorker 7.x Specialist
- EMC Proven Professional Plattform Engineer – Specialist
- EMC Proven Professional Storage Administrator – Specialist
- EMC Proven Professional Technology Architect – Specialist
- EMC Proven Professional Implementation Engineer – Expert
- EMC Proven Professional Storage Administrator – Expert
- EMC Proven Professional Technology Architect – Expert
- EMC Proven Professional Storage Technologist – Specialist

## EC-Council
- Certified Ethical Hacker / CEH[19]
- Certified Chief Information Security Officer
- Certified Hacking Forensic Investigator / CHFI
- Certified Network Defender / CND
- Certified Incident Handler / ECIH
- Certified Cloud Security Engineer / CCSE
- Certified DevSecOps Engineer
- Certified Cybersecurity Technician
- Network Defense Essentials / NDE
- Ethical Hacking Essentials / EHE
- Digital Forensics Essentials / DFE
- ICS/SCADA Cybersecurity
- Certified Threat Intelligence Analyst / CTIA
- Certified Application Security Engineer .Net, Java
- Certified SOC Analyst / CSA
- Certified Secure Computer User
- Certified Encryption Specialist / ECES
- Disaster Recovery Professional
- Web Application Hacking Security / WAHS
- Certified Penetration Testing Professional / CPENT
- Licensed Penetration Tester (Master)

## Embarcadero
- Delphi Developer[20]
- Delphi Master Developer

## EXIN-Zertifizierungen (Auszug)
- EXIN Business Information Management
- EXIN Cloud
- EXIN DevOps Master
- EXIN Lean IT
- EXIN Green IT
- EXIN Application Management
- EXIN IT Service Management based on ISO/IEC 20000
- EXIN Information Security
- EXIN Agile Scrum[21]

## Gesellschaft für Systems Engineering (GfSE)
- Certified Systems Engineer (GfSE) Level D[22]
- Certified Systems Engineer (GfSE) Level C
- Certified Systems Engineer (GfSE) Level B
- Certified Systems Engineer (GfSE) Level A

## Global Information Assurance Certification (GIAC)
Introductory-Level
- GISF: GIAC Information Security Fundamentals

Intermediate-Level
- GSEC: GIAC Security Essentials
- GICSP: Global Industrial Cyber Security Professional
- GCIH: GIAC Certified Incident Handler
- GCFE: GIAC Certified Forensics Examiner
- GBFA: GIAC Battlefield Forensics and Acquisition
- GISP: GIAC Information Security Professional

Advanced-Level
Es existieren 32 weitere Zertifikate auf Advanced-Level, z. B.
- GIAC Certified Intrusion Analyst (GCIA)
- GIAC Certified Windows Security Administrator (GCWN)
- GIAC Certified UNIX Security Administrator (GCUX)
- GIAC Systems and Network Auditor (GSNA)
- GIAC Certified Forensic Analyst (GCFA)
- GIAC Security Leadership Certification (GSLC)

Expert-Level
- GIAC Security Expert (GSE)

Ehemalige Zertifikate:
- GIAC Certified Firewall Analyst (GCFW)
- GIAC Security Audit Essentials (GSAE)
- GIAC Certified ISO-17799 Specialist (G7799)
- GIAC Certified Security Consultant (GCSC)
- GIAC Information Security Officer (GISO)

## HERMES
- HERMES 5 Foundation[24]
- HERMES 5 Advanced

## Hortonworks
Ehemalige Zertifikate:
- Hortonworks Certified Apache Hadoop 2.x Java Developer
- Hortonworks Certified Apache Hadoop 2.x Data Analyst
- Hortonworks Certified Apache Hadoop 2.x Administrator
- Hortonworks Certified Apache Hadoop 1.x Developer
- Hortonworks Certified Apache Hadoop 1.x Administrator

## IBM (Auszug)
Von IBM gibt es Zertifizierungen unterschiedlicher Stufen. Sie heißen
- IBM Certified Associate
- IBM Certified Professional
- IBM Certified Advanced Professional (höchste Stufe)

Die Zertifizierungen können in folgenden Produktgruppen erworben werden:
Software
- CICS
- IBM Db2 Information Management
- IBM WebSphere
- IBM WebSphere Business Integration
- Linux
- Lotus Notes
- Tivoli Software
- XML

Hardware
- AIX and IBM pSeries
- IBM iSeries
- IBM xSeries (Netfinity)
- IBM System z (s/390)
- IBM TotalStorage

## IHK (Auszug)
- Cloud Business Expert (IHK)
- Cyber Security Advisor (IHK)
- Digital Change Manager (IHK)
- Informationssicherheitsbeauftragte/-r (IHK)
- IT-Administrator/-in (IHK)
- IT-Organisationsentwickler/-in (IHK)
- KI-Manager (IHK)

## International Institute of Business Analysis (IIBA)
- seit 2006: Certified Business Analysis Professional (CBAP)
- seit 2010: Certification of Capability in Business Analysis (CCBA)
- seit 2016: Entry Certificate in Business Analysis (ECBA)
- seit 2018: Agile Analysis Certification (AAC)
- seit 2019: Business Data Analytics Certification (CBDA)
- seit 2020: Cybersecurity Analysis Certification (CCA)
- seit 2021: Product Ownership Analysis Certification (CPOA)

## International Project Management Association (IPMA)
- IPMA Level A: Certified Project Director
- IPMA Level B: Certified Senior Project Manager
- IPMA Level C: Certified Project Manager
- IPMA Level D: Certified Project Management Associate

## International Requirements Engineering Board (IREB)
- CPRE Foundation Level
- CPRE Advanced Level
- CPRE Expert Level

## International Software Architecture Qualification Board (iSAQB)
- CPSA-F Foundation
- CPSA-A Advanced

## International Software Testing Qualifications Board (ISTQB)
Foundation Level
- Certified Tester
- Agile Tester
- Acceptance Testing
- Performance Testing
- Mobile Application Testin
- Gambling Industry Tester
- Automotive Software Tester
- Usability Testing
- Model-Based Testing

Advanced Level
- Technical Test Analyst
- Test Analyst
- Test Manager
- Agile Technical Tester
- Test Automation Engineer
- Security Tester

Expert Level
- Improving the Test Practice
- Test Management

## Information Systems Audit and Control Association (ISACA)

### COBIT
- COBIT 5 Foundation[26]
- COBIT 5 Implementation[27]
- COBIT 5 Assessor[28]
- COBIT 2019 Foundation
- COBIT 2019 Design and Implementation

### Weitere Zertifikate
- seit 1978: Certified Information Systems Auditor (CISA)
- seit 2002: Certified Information Security Manager (CISM)
- seit 2007: Certified in the Governance of Enterprise IT (CGEIT)
- seit 2010: Certified in Risk and Information Systems Control (CRISC)
- seit 2020: CSX Cybersecurity Practitioner Certification (CSX-P)
- seit 2021: Certified Data Privacy Solutions Engineer (CDPSE)
- seit 2025: Certified Cybersecurity Operations Analyst (CCOA)

Ehemalige Zertifikate:
- IT Governance Manager

## International Information Systems Security Certification Consortium (ISC2)
- CC – Certified in Cybersecurity
- CISSP – Certified Information Systems Security Professional
- SSCP – Systems Security Certified Practitioner
- CCSP – Certified Cloud Security Professional
- CGRC – Certified in Governance Risk and Compliance
- CSSLP – Certified Secure Software Lifecycle Professional
- ISSAP – Information Systems Security Architecture Professional
- ISSEP – Information Systems Security Engineering Professional
- ISSMP – Information Systems Security Management Professional

Ehemalige Zertifikate:
- CAP – Certified Authorization Professional (2023 verändert und als CGRC veröffentlicht)
- HCISPP – HealthCare Information Security and Privacy Practitioner

## ISIS Papyrus
- DD – Certified Papyrus Document Designer[29]
- PO – Certified Papyrus Objects Engineer
- CF – Certified Papyrus Correspondence Designer
- OM – Certified Papyrus Output Management Engineer
- CA – Certified Papyrus Capture Engineer

Ehemalige Zertifikate:
- Certified Papyrus Application Developer
- Certified Papyrus Systems Engineer
- Certified Papyrus Capture Developer
- Certified Papyrus Systems Consultant

## IT-Weiterbildungssystem
Zertifizierungen nach dem IT-Weiterbildungssystem ergänzend zur Ausbildung in den IT-Berufen und für Seiteneinsteiger.
IT Spezialisten in 14 Profilen und IT Professionals in 6 Profilen nach der IT-Fortbildungsverordnung, siehe auch APO-IT.

### IT-Spezialisten
Software and Solution Developer
- Digital Media Developer[30]
- IT Solution Developer
- IT Tester
- Software Developer

Customer Advisor
- IT Sales Advisor
- IT Service Advisor
- IT Trainer

Administrator
- IT Administrator

Coordinator
- IT Project Coordinator
- IT Quality Management Coordinator
- IT Security Coordinator

Technician
- Component Developer
- Industrial IT Systems Technician
- Security Technician

### IT-Professionals
Operative Professionals
- IT Systems Manager (IT-Entwickler)
- IT Business Manager (IT-Projektleiter)
- IT Business Consultant (IT-Berater)
- IT Marketing Manager (IT-Ökonom)

Strategische Professionals
- IT Technical Engineer (Geprüfter Informatiker)
- IT Business Engineer (Geprüfter Wirtschaftsinformatiker)

- IT-Fachwirt bzw. IT-Fachwirtin

## Juniper (Auszug)
Das Juniper Zertifizierungsprogramm JNTCP ist in sogenannte „Tracks“ aufgespalten: den „E-Track“ für Router der E-Serie und den „M-Track“ für Geräte der M- und T-Serie. Am 1. Juli 2007 wurde der „J-Track“ für Geräte der J-Serie durch die neue Qualifizierungsreihe „ER-Track“ ersetzt, wobei 'ER' für 'Enterprise Routing' steht.
- JNCIA-M – Juniper Certified Internet Associate, M-Track
- JNCIA-E – Juniper Certified Internet Associate, E-Track
- JNCIA-ER – Juniper Certified Internet Associate, ER-Track
- JNCIS-M – Juniper Certified Internet Specialist, M-Track
- JNCIS-E – Juniper Certified Internet Specialist, E-Track
- JNCIS-ER – Juniper Certified Internet Specialist, ER-Track
- JNCIP-M – Juniper Certified Internet Professional, M-Track
- JNCIP-T – Juniper Certified Internet Professional, E-Track
- JNCIE-M – Juniper Certified Internet Expert
- JNCIE-ER – Juniper Certified Internet Expert, ER-Track

Nach der Übernahme des IT-Sicherheitsherstellers Netscreen sind folgende Zertifizierungen hinzugekommen:
Firewall/VPN
- JNCIA-FWV – Juniper Networks Certified Internet Associate
- JNCIS-FWV – Juniper Networks Certified Internet Specialist

SSL-VPN
- JNCIA-SSL – Juniper Networks Certified Internet Associate
- JNCIS-SSL – Juniper Networks Certified Internet Specialist

IDP (Intrusion Detection and Prevention)
- JNCIA-IDP – Juniper Networks Certified Internet Associate

UAC (Unified Access Control)
- JNCIA-UAC – Juniper Networks Certified Internet Associate

Nach der Übernahme von Peribit ist die folgende Zertifizierung hinzugekommen:
WX (WAN Acceleration)
- JNCIA-WX – Juniper Networks Certified Internet Associate

Nach der Übernahme von Redline ist die folgende Zertifizierung hinzugekommen:
DX (Application Acceleration)
- JNCIA-DX – Juniper Networks Certified Internet Associate

Nach dem Einstieg von Juniper Networks in den Switching Sektor ist die folgende Zertifizierung hinzugekommen:
EX (Enterprise Switching)
- JNCIA-EX – Juniper Networks Certified Internet Associate

## Kanban University
- Team Kanban Practitioner (TKP)[31]
- Kanban Management Professional (KMP)
  - Kanban System Design (KSD)
  - Kanban Systems Improvement (KSI)
- Kanban Coaching Professional (KCP)
  - Kanban Maturity Model (KMM)
  - Kanban Coaching (KC)
- Accredited Kanban Consultant (AKC)
  - Change Leadership Masterclass

## Linux Foundation (Auszug)
- LFCS – Linux Foundation Certified Sysadmin
- LFCE – Linux Foundation Certified Engineer
- COA – Certified OpenStack Administrator
- CFCD – Cloud Foundry Certified Developer
- CHFA – Certified Hyperledger Fabric Administrator
- CHSA – Certified Hyperledger Sawtooth Administrator
- CKA – Certified Kubernetes Administrator
- CKAD – Certified Kubernetes Application Developer[32]

## Linux Professional Institute
Essentials
- Linux Essentials

Linux Profis
- LPIC-1
- LPIC-2
- LPIC-3 Enterprise Mixed Environment
- LPIC-3 Enterprise Security
- LPIC-3 Enterprise Virtualization and High Availability

## Microsoft (Auszug)
- MCP – Microsoft Certified Professional: gibt es automatisch für die erste bestandene MCP-qualifizierende Prüfung
- MTA – Microsoft Certified Technology Associate
- MOS – Microsoft Office Specialist
- MCT – Microsoft Certified Trainer
- MCITP – Microsoft Certified IT Professional: nur noch für Windows 7
- MCTS – Microsoft Certified Technology Specialist: nur noch für Windows 7 und Windows Server 2008

Ehemalige Zertifikate:
- MCP+I – Microsoft Certified Professional + Internet
- MCAD – Microsoft Certified Application Developer
- MCAS – Microsoft Certified Application Specialist
- MCPD – Microsoft Certified Professional Developer: bis Visual Studio 2010
- MCDBA – Microsoft Certified Database Administrator: bis SQL Server 2000
- MCDST – Microsoft Certified Desktop Support Technician
- MCSA – Microsoft Certified Solutions Associate, ehemals Microsoft Certified Systems Administrator
- MCSE – Microsoft Certified Solutions Expert, ehemals Microsoft Certified Systems Engineer
- MCSD – Microsoft Certified Solutions Developer
- MCSE+I – Microsoft Certified Systems Engineer + Internet: bis Windows NT 4.0
- MSS – Microsoft Sales Specialist
- MCAS – Microsoft Certified Application Specialist
- MCAP – Microsoft Certified Application Professional
- MCSM – Microsoft Certified Solutions Master
- MCA – Microsoft Certified Architect
- MCM – Microsoft Certified Master

## NetApp
Associate
- NetApp Certified Technology Associate

Professional
- NetApp Certified Data Administrator, ONTAP
- NetApp Certified Storage Installation Engineer, ONTAP
- NetApp Certified Support Engineer

Specialist
- NetApp Certified Implementation Engineer — SAN Specialist, ONTAP
- NetApp Certified Implementation Engineer — Data Protection Specialist
- NetApp Certified Implementation Engineer — SAN Specialist, E-Series
- NetApp Certified Support Engineer, ONTAP Specialist
- NetApp Certified Hybrid Cloud Administrator
- Cisco and NetApp FlexPod Design Specialist
- Cisco and NetApp FlexPod Implementation and Administration Specialist

Expert
- NetApp Certified Hybrid Cloud Architect

## Novell
Ehemalige Zertifikate:
- CLS – Certified Linux Salesperson
- CNA – Certified Netware Administrator
- CNE – Certified Netware Engineer
- CNS – Certified Netware Salesperson
- CIP – Certified Internet Professional
- Master CNE – Master Certified Netware Engineer
- CNI – Certified Novell Instructor
- Master CNI – Master Certified Novell Instructor
- ECNE – Enterprise Certified Netware Engineer
- CLP – Certified Linux Professional
- CLE – Certified Linux Engineer
- CDE – Certified Directory Engineer
- LTS – Linux Technical Specialist
- DCTS – Data Center Technical Specialist (wurde ohne Prüfung registrierten Admins per Mail verteilt)
- CLA – Certified Linux Administrator

## Object Management Group (OMG)
- OPCUB 2 UML[35]
- OCEB 2 BPM
- OCSMP SysML
- OCRES Real-time

## Open Group

### TOGAF
- TOGAF 9 Foundation[36][37]
- TOGAF 9 Certified

### Weitere Zertifikate
- ArchiMate 3 Foundation
- ArchiMate 3 Practioner
- DPBoK Foundation
- IT4IT Foundation
- OpenFAIR Foundation

## Oracle (Auszug)
Die Titel werden in unterschiedlichen Qualifikationsrichtungen vergeben und dann inoffiziell ergänzt. Sie werden alle in den folgenden Qualifikationsstufen angeboten:
- OCA – Oracle Certified Associate
- OCP – Oracle Certified Professional
- OCE – Oracle Certified Expert
- OCM – Oracle Certified Master

### MySQL
- MySQL Core Certification
- MySQL Professional Certification – Certified MySQL Professional
- MySQL Expert Certification – 5.1 Cluster Database Administrator
- MySQL 5 Developer I Exam
- MySQL 5 Developer II Exam
- MySQL 5 DBA I Exam
- MySQL 5 DBA II Exam
- MySQL Certified Associate

### Java
- Oracle Certified Associate Java Programmer
- Oracle Certified Professional Java Programmer
- Oracle Certified Professional Java Web Services Develope
- Oracle Certified Professional Java Web Services Developer
- Oracle Certified Professional Java Web Component Developer
- Oracle Certified Expert Java Persistence Developer
- Oracle Certified Expert Java Enterprise JavaBeans Developer
- Oracle Certified Master Java Developer
- Oracle Certified Master Java Enterprise Architect

### Solaris
- Oracle Certified Associate, Oracle Solaris Operating System
- Oracle Certified Associate, Oracle Solaris System Administrator
- Oracle Certified Expert, Oracle Solaris Network Administrator
- Oracle Certified Expert, Oracle Solaris Security Administrator
- Oracle Certified Professional, Oracle Solaris System Administrator
- Oracle Certified Professional, Oracle Solaris Cluster System Administrator

## Österreichische Computer Gesellschaft (OCG)
- ECDL Base[38]
- ECDL Standard
- ECDL Advanced
- ECDL Image Editing
- ECDL Web Editing
- ECDL CAD
- YouStartIt
- PC-Start
- OCG Typing Certificate
- OCG Web Management
- pm Basic
- CBPP/CBPA

## PHP
- Zend Certified PHP Engineer

Ehemalige Zertifikate:
- ZCE – Zend Certified Engineer
- Zend PHP Certification
- Zend Framework Certification
- SensioLabs Certified Symfony Developer

## Project Management Institute (PMI)
- seit 1996: PMP – Project Management Professional
- seit 2003: CAPM – Certified Associate in Project Management
- seit 2007: PgMP – Program Management Professional
- seit 2008: PMI-SP – PMI Scheduling Professional
- seit 2008: PMI-RMP – PMI Risk Management Professional
- seit 2011: PMI-ACP – PMI Agile Certified Practitioner
- seit 2014:PMI-PBA – Professional in Business Analysis
- seit 2014: PfMP – Portfolio Management Professional

## Red Hat
- Certified System Administrator (RHCSA)[39]
- Certified Engineer (RHCE)
- Certified Architect (RHCA)
- Certified Engineer in Red Hat OpenStack
- Certified Enterprise Application Developer
- Certified Enterprise Microservices Developer
- Certified System Administrator in Red Hat OpenStack
- Certificate of Expertise in SELinux Policy Administration
- Certified Specialist in
  - Data Virtualization
  - Enterprise Application Server Administration
  - Business Rules
  - Business Process Design
  - Camel Development
  - Deployment and Systems Management
  - High Availability Clustering
  - OpenShift Administration
  - OpenShift Application Development
  - Linux Performance Tuning
  - Fast-Cache Application Development
  - Configuration Management
  - Red Hat Enterprise Linux Diagnostics and Troubleshooting
  - Ansible Automation
  - Messaging Administration
  - Ceph Storage Administration
  - Identity Management
  - Security: Linux
  - Security: Containers and OpenShift Container Platform
  - API Management
  - Advanced Automation: Ansible Best Practices

Ehemalige Zertifikate:
- RHCVA – Red Hat Certified Virtualization Administrator
- RHCSS – Red Hat Certified Security Specialist
- RHCDS – Red Hat Certified Datacenter Specialist
- JBCAA – JBoss Certified Application Administrator

## SAP (Auszug)
Anwender-Zertifizierungen
- FL – SAP Foundation Level (Grundlagen)
- FI-GL – SAP Hauptbuchhaltung
- FI-AP – SAP Kreditorenbuchhaltung
- FI-AR – SAP Debitorenbuchhaltung
- MM – SAP Materialwirtschaft
- WM – Warehouse Management (Lagerwirtschaft)
- SD – Sales and Distribution (Verkauf)
- PP – Production Planning (Produktionsplanung)
- CO-OM – Kostenstellen und Innenaufträge
- HR – Human Resource (Personalverwaltung und -verrechnung)

Berater-Zertifizierungen
- Application – Customizing und Parametrisierung
- Development – Programmierung
- Technology – Installation und Administration

## SAS
- SAS Certified Data Curation Professional[40]
- SAS Certified Big Data Professional Using SAS 9
- SAS Certified Advanced Analytics Professional Using SAS 9
- SAS Certified Professional AI and Machine Learning

Ehemalige Zertifikate:
- SAS Certified Base Programmer for SAS 9
- SAS Certified Advanced Programmer for SAS 9
- SAS Certified Data Integration Developer for SAS 9
- SAS Certified Platform Administrator for SAS 9

## ScrumAlliance
- seit 2003: CSM – Certified Scrum Master
- seit 2007: CSPO – Certified Scrum Product Owner
- seit 2010: CSD – Certified Scrum Developer
- seit 2010: CSP – Certified Scrum Professional
- seit 2015: CTC – Certified Team Coach
- seit 2015: CEC – Certified Enterprise Coach
- seit 2018: CAL I/II – Certified Agile Leadership
- seit 2023: ACS-CF – Agile Coaching Skills - Certified Facilitator
- CST – Certified Scrum Trainer

## Scrum Inc.
- seit 2019: RSM – Registered Scrum Master
- seit 2019: RPO – Registered Product Owner
- RSTM – Registered Scrum Team Member
- RAC – Registered Agile Coach
- RST – Registered Scrum Trainer
- RS@SF – Registered Scrum@Scale Fundamentals
- RS@SP – Registered Scrum@Scale Practitioner
- RPO@S – Registered Product Owner@Scale
- RS@ST – Registered Scrum@Scale Trainer

## Scrum.org
- seit 2010: PSM I/II/III – Professional Scrum Master
- seit 2010: PSD – Professional Scrum Developer
- seit 2011: PSPO I/II/III – Professional Scrum Product Owner
- seit 2015: SPS – Scaled Professional Scrum
- seit 2018: PSK – Professional Scrum with Kanban
- seit 2018: PAL – Professional Agile Leadership
- seit 2019: PSU – Professional Scrum with User Experience
- seit 2020: PAL-EBM – Professional Agile Leadership - Evidence-Based Management
- seit 2022: PSFS – Professional Scrum Facilitation Skills
- PSMT – Professional Scrum Trainer

## ServiceNow
- CIS – Certified Implementation Specialist
- CAD – Certified Application Developer
- CAS – Certified Application Specialist
- CSA – Certified System Administrator

## Siemens AG
Durch die Umfirmierung von Siemens Enterprise Communications nach Unify wurden die Zertifikate auf UCCX (Unify Certified Communication Program) umbenannt. Zum Jahr 2015 wird auch die Zertifikatsstruktur angepasst.
Ehemalige Zertifikate:
- mosaic.Systemadministrator (veraltet)
- SCCA HFT 3000 HiPath Field Technician 3000
- SCCA Mobile Core Maintenance Engineer
- SCCA Mobile Radio Maintenance Engineer
- SCCP HSE eCRM HiPath Application Engineer eCRM
- SNSE IT Network Security Engineer SBS Bochum
- SOCA Service HiPath 3000
- SOCA Service OpenScape Office MX
- SOCA Service HiPath 4000
- SOCA Service OpenScape Voice
- SOCP Service HiPath 3000
- SOCP Service HiPath 4000
- SOCP Service OpenScape Voice
- SOCP Service OpenScape UC Application
- SOCP Service OpenScape Contact Center

## SNIA
Die Zertifizierungen sind Ende 2019 ausgelaufen.
Ehemalige Zertifikate:
- SCSP – SNIA Certified Storage Professional
- SCSE – SNIA Certified Storage Engineer
- SCSA – SNIA Certified Storage Architect
- SCSNE – SNIA Certified Storage Networking Expert

## SUSE
- SUSE Certified Administrator (SCA)[42]
- SUSE Certified Engineer (SCE)
- SUSE Enterprise Architect (SEA)

Ehemalige Zertifikate
- Novell Certified Linux Administrator
- Novell Certified Linux Desktop Administrator
- Novell Certified Linux Professional
- Novell Certified Linux Engineer

## The Document Foundation (TDF)
- Certified Developer[43]
- Certified Migration Professional
- Certified Professional Trainer

## Tricentis Tosca
Core Courses
- Automation Specialist Level 1+2
- Test Design Specialist Level 1+2
- Automation Engineer Level 1
- Tricentis Platform Introduction Course
- qTest Specialist Level 1
- SAP Testing Specialist Level 1

Role End Certifications
- Automation Engineer Level 1
- Test Architect Level 1

Ehemalige Zertifikate:
- TCUFL – TOSCA Certified User Foundation Level
- TCUAL – TOSCA Certified User Advanced Level
- TCQD – TOSCA Certified Quality Designer
- TCA – TOSCA Certified Administrator
- Tricentis Certified Professional
- Tricentis Certified Specialist | Cross Browser Test Automation
- Tricentis Certified Specialist | Web Services Test Automation
- Tricentis Certified Specialist | Test Data Management
- Tricentis Certified Specialist | Test Case Design

## TÜV Süd
- SCRUM Master & Product Owner (Foundation)[44]
- SCRUM Master (Professional)
- SCRUM Product Owner (Professional)
- HERMES Foundation
- HERMES Advanced

Ehemalige Zertifikate:
- Foundation in IT Service Management
- IT Service Manager
- Auditor in IT Service Management

## Unify (Auszug)
- Atos Unify OpenScape Business
- Atos Unify OpenScape 4000
- Atos Unify OpenScape Enterprise
- Atos Unify OpenScape Contact Center
- Health Station HiMed

## VMware
- VCTA – VMware Certified Technical Associate[45]
- VCP – VMware Certified Professional
- VCAP – VMware Certified Advanced Professional
- VCDX – VMware Certified Design Expert

## Webmasters Europe e. V.
- Content Marketing & Blogging[46]
- Datenschutz & DSGVO
- Digital Marketing
- Linux professionell administrieren
- Management von Webprojekten
- Moderne Webanwendungen mit JavaScript
- Moderne Webanwendungen mit PHP & MySQL
- Search Engine Optimization (SEO)
- Social Media Marketing
- Suchmaschinenmarketing & Web Analytics
- Web-Analyse mit Google Analytics & Tag Manager
- Webdesign & Usability
- Werben in Google mit Google Ads & Google Shopping

## Web Professional (Auszug)
- Certified Internet Webmaster (CIW) – Security Analyst
- Certified Internet Webmaster (CIW) Associate
- Certified Internet Webmaster (CIW) Professional
- Master Certified Internet Webmaster (CIW) Administrator
- Master Certified Internet Webmaster (CIW) Designer
- Master Certified Internet Webmaster (CIW) Enterprise Developer
- Master Certified Internet Webmaster (CIW) Web Site Manager
- CIW Security Professional
- CIW Security Analyst

## Weitere Sicherheits-Zertifizierungen
- eCCPM ELearnSecurity Certified Professional Penetration Tester
- OPSA – OSSTMM (Open Source Security Testing Manual) Professional Security Analyst
- OPST – OSSTMM (Open Source Security Testing Manual) Professional Security Tester
- RSA[47] Certified Archer Administrator
  - RSA Certified SecurID Administrator
  - RSA Certified Administrator
  - RSA Certified Systems Engineer
  - RSA Certified Instructor
- TICSA – TruSecure ICSA Certified Security Associate
- SCNS – Security Certified Network Specialist
- SCNP – Security Certified Network Professional
- SCNA – Security Certified Network Architect
- CSSA – Certified SonicWALL Security Administrator
- CEH – Certified Ethical Hacker
- CISE – Certified Information Security Expert (Indien)[48]
- ISP – Zertifizierter IS-Penetrationstester
- THM – TryHackMe
  - THM CompTIA Pentest+
  - THM Jr Penetration Tester
  - THM Offensive Pentester
- CPTS – Certified Penetration Testing Specialist (HTB)
- CJPT – Certified Junior Penetration Tester
- JPT – Junior Penetration Tester (IHK)
- OSCP – Offensive Security Certified Professional
- OSEP – Offensive Security Experienced Penetration Tester
- OSCE – Offensive Security Certified Expert
- OSWP – Offensive Security Wireless Professional
- ITSB+
- BACPP – Binsec Academy Certified Pentest Professional

## Qualitätssicherung / Software Tester
- CSQE angeboten durch American Society for Quality
- CSQA angeboten durch Quality Assurance Institute (QAI)
- CSTE angeboten durch Quality Assurance Institute (QAI)
- CSTP angeboten durch International Institute for Software Testing
- Open Certification of Software Testers

## Weitere Anwenderzertifizierungen
- CeLS-Zertifizierungen[49] – communitygetriebene Zertifizierungen für verschiedenste Jobs im IT-Bereich. Erstellt von Autoren mit langjähriger Praxiserfahrungen in dem jeweiligen Bereich. Herstellerunabhängig.
- Xpert Europäischer Computer Pass der Volkshochschulen, auch im Rahmen des euZBQ – europäisches Zertifikat für Berufsqualifikation
- International Certification of Digital Literacy (ICDL) – Europäischer Computer Führerschein
- IC³ – Internet and Computing Core Certification
- IT-Fitness – Zertifikat u. a. von Microsoft, Bundesagentur für Arbeit, Cisco, Deutsche Bahn
- SIZ – Schweizerisches Informatik-Zertifikat

## Weitere IT-Zertifizierungen
- aCMS Certified Professional (Zertifizierung mit 2 Modulen)
- Acronis Authorized Administrator für Backup- und Imaging-Lösungen des Anbieters Acronis
- Certified IT Project Manager (IKMT)
- CISE – Certified IT Service Engineer (Soft skills für IT-Service Mitarbeiter)
- CPUX – Certified Professional for Usability and User Experience, angeboten durch UXQB e. V. – International Usability and User Experience Qualification Board (UXQB)
- DIT – Datenschutz in der IT
- i-ch – Diplomierter Informatiker, Informatiker mit Fachausweis, Informatiker mit Fähigkeitszeugnis
- IHK-Zertifikate, Prüfung durch die Kammern, kann regional variieren (z. B. IT-Netzwerkadministrator (IHK), IT-Netzwerkmanager (IHK), IT-Fachwirt (IHK) )
- NICE (Netinstall Certified Engineer)
- CCA – Certified Cloud Architect (Cloud-Institute)
- CCP – Certified Cloud Professional (Cloud-Institute)
- Tosa Certificates[50] – Various IT and Office Certificates (Isograd Inc.)

Ehemalige Zertifikate:
- CPSSE – Certified Professional for Secure Software Engineering, angeboten von ISSECO e. V. – International Secure Software Engineering Council (Übernahme 2016 durch TeleTrusT, Zertifikat heißt jetzt T.P.S.S.E.)